# 南通大学附属医院
南通医学院附属医院，是中华人民共和国江苏省的一所医院，为三级甲等医院，位于南通市西寺路20号。

## 规模
南通医学院附属医院总床位1028张，日门诊量1644人次。